# Itambé (Bahia)
Itambé é um município brasileiro no interior do estado da Bahia, na microrregião de Itapetinga. Situada a 346 metros acima do nível do mar, sua área é de 1 534,575 km². Sua população em 2021, segundo estimativas do IBGE, era 22 474 habitantes. A cidade é cortada pelo Rio Pardo.

## Topônimo
A palavra "Itambé" é de origem tupi e significa "Pedra Afiada", através da junção de i'tá (pedra) e aim'bé (afiada).

## História
De acordo com a Lei Estadual 2 042, de 12 de agosto de 1927, o povoado adquiriu a sua emancipação política (o povoado do Verruga pertencia até então ao município de Vitória da Conquista). No dia 1 de janeiro de 1928, foi empossado o primeiro prefeito, coronel Hygino dos Santos Melo. Em 30 de novembro de 1938, através do Decreto-Lei 11 089, o Município de Itambé adquiriu o distrito de Itapetinga, que pertencia ao Município de Vitória da Conquista. Em 3 de agosto de 1948, foi colocada primeira pedra para construção da primeira casa do distrito de Catolezinho, numa área doada pelo então vereador e próspero fazendeiro Cassiano Fernandes Ferraz. Após nove meses, já haviam sido edificadas em torno de trezentas casas. Assim, Catolezinho se tornou o primeiro distrito e Itapetinga, o segundo. Itambé possuía também os arraiais de Sapucaia, Palmares e Bandeira. Em 12 de dezembro de 1952, Itambé perdeu o distrito de Itapetinga quando este foi emancipado politicamente.
No processo de estruturação política e administrativa, houve também a estruturação da fé. Em 28 de novembro de 1935, foi instalada paróquia de Itambé, graças à influência de Aparício do Couto Moreira, que era parente próximo do monsenhor Moisés Couto, vigário de Itabuna. Este intercedeu para a criação da paróquia, tendo, como primeiro vigário, o padre Nestor Passos. A paróquia de Itambé tem São Sebastião como patrono.
Residiu também em Verrugas (Itambé), um personagem importante chamado Coronel Olímpio Pereira de Carvalho, (Coronel Olimpinho) detentor de várias terras .Tinha uma grande amizade com o Coronel Ascendino Melo, subprefeito de Vitória da Conquista, e juntos lutaram na guerra dos Peduros e Meletes em Vitória da Conquista. Olímpio morava em uma fazenda no “Catolezinho”, e sempre estava no Verruga (Hoje Itambè) onde também tinha terras e muitos amigos, andava sempre acompanhado de homens armados e durante muito tempo foi usado pelos coronéis para realizar os serviços onde era necessário o uso da força, o mesmo participou de eventos históricos em Serra de Flechas e Riachão região de vários indígenas, aos ele quais conquistava a amizade, conforme seus interesses, sorridente e alegre e muito astuto. ele tinha uma mulher no Verruga que não podia ficar muito tempo sem ver, Rosinha de Olímpio era respeitada, quando ele chegava para suas visitas as festas varavam a noite e eram regadas com as bebidas mais finas da época.
Instalaram-se também no território,  Manoel Balbino da Paixão quem primeiro se estabeleceu às margens do rio Verruga, no ponto onde este se une ao rio Pardo, do qual é afluente. Cerca de um quilômetro acima, no lugar em que o riacho Santa Maria lança suas águas no Verruga, localizou-se Manoel Raimundo da Fonseca. À margem esquerda do Pardo, construiu o tenente Maximino Martinho de Oliveira uma propriedade que recebeu o nome de Barra do Choca. Outro pioneiro a instalar-se em uma pequena faixa de terra que hoje compõe Itambé foi Estevam Gonçalves de Oliveira.
Não faltou a presença de religiosos nos primórdios do Município: Frei Luís construiu uma pequena capela, estabelecendo-se na Fazenda Santa Maria e muito concorreu para a catequese dos silvícolas.

## Economia

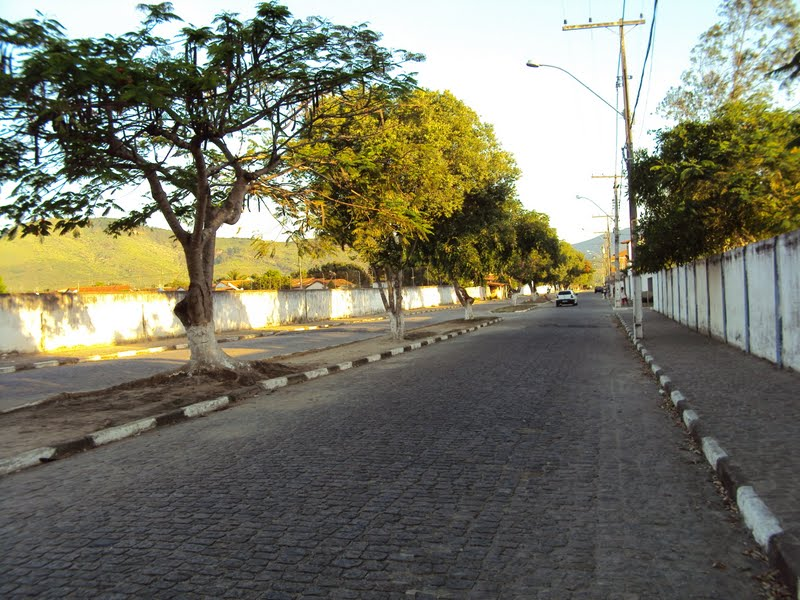
Avenida João Durval Carneiro

A economia de Itambé é baseada na agricultura, pecuária, comércio, extração mineral e indústrias de pequeno porte, sendo o destaque a pecuária. As culturas agrícolas que se destacam são: feijão, mandioca, milho, banana . Na pecuária, o município possui rebanhos: bovinos, eqüinos, suínos, ovinos e aves.
No último Censo Agropecuário feito pelo IBGE, em 2006, o município de Itambé possuía o maior rebanho bovino do Estado da Bahia, com 168.235,00 cabeças de gado.
O comércio é baseado principalmente nas vendas a varejo. Outra atividade econômica que merece destaque no município é a Mineração. Extrai-se berilo, calcário, cristal de rocha, feldspato, fluorita, nióbio, columbita, caulim, pegmatitos, cristais transparentes, cristal róseo, águas marinhas, urânio, ametista, micas, amianto e barita. A cidade possui indústrias de selaria, capotaria, olaria, sapataria, extração de minério.

## Saúde

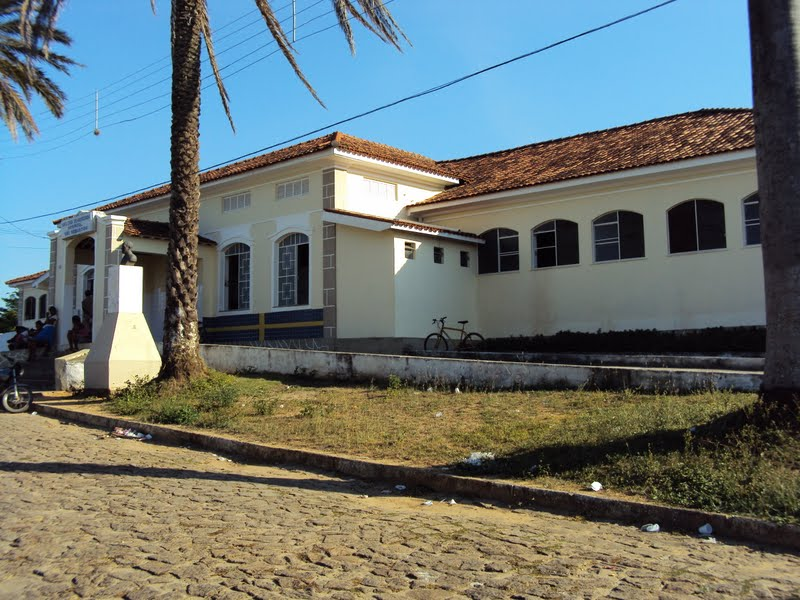
Santa Casa de Misericórdia

O município possui a Santa Casa de Misericórdia, quatro unidades de saúde da família na Zona Urbana sendo elas: USF Dr. Jorge de Souza Heine (Sidney Almeida), USF Felipe Achy (Felipe Achy), USF Gerusa Alves (Durvalina Andrade), USF Valter Vilarinho (Centro), USF Sibéria Maciel (Humberto Lopes), e duas Unidades de Saúde da Família nos distritos USF José Rucas Achy (Catolezinho), USF São José do Colônia no distrito de mesmo nome, ainda o Posto de Saúde Coriolano José Fagundes (Humberto Lopes) Academia de Saúde (Sidney Almeida), Central Municipal de Regulação (Centro), onde a população tem acesso a atendimento médico, odontológico, psicólogo, nutricionista, serviço social, vacinação, farmácia básica e primeiros socorros.
A cidade dispõe ainda do Centro de Fisioterapia Dr. Alterives Maciel (Centro), Centro de Atenção Psicossocial CAPS I (Agenor Novais) e Serviço de Atendimento Móvel de Urgência 192, . Também existem vários laboratórios de analises clínicas que fazem vários tipos de procedimentos. 

## Educação
O município de Itambé é muito bem servido de escolas: possui 1 colégio estadual de 1º e 2º graus. Complexo Estadual Polivalente de Itambé. Existem diversas escolas municipais espalhadas pela sede, distritos e zona rural. A cidade possui, também, uma escola particular: o Centro Educacional Enoy Ferraz Trancoso, no centro da cidade, e duas creches que atendem a população carente: Magda Maria Correia, no centro da cidade, e Maria Fernandes Achy, no Felipe Achy.

## Principais Bairros
- Centro
- Sydney Almeida
- José Gusmão de Brito
- Felipe Achy
- Agenor Novaes
- Osório Gusmão
- Humberto Lopes
- Bela Vista
- Durvalina Andrade
- Loteamento Vitória
- Valdomiro Santos

## Distritos
Atualmente, o município conta com dois distritos em seu território:
- Catolezinho
- São José do Colônia

## Cultura e Lazer
Bibliotecas

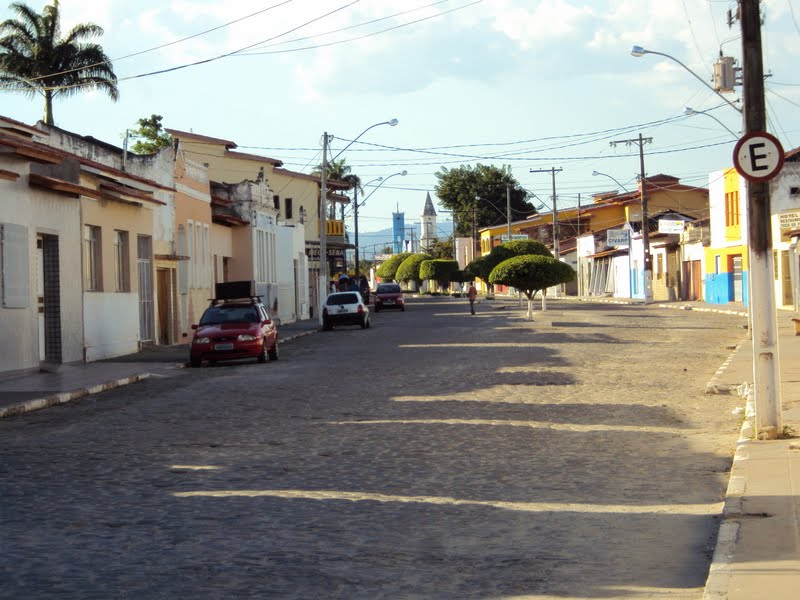
Rua Rui Barbosa, no Centro

Existe a biblioteca municipal Guilherme Marback (desativada) e mais duas que pertencem ao Colégio Estadual Polivalente e ao Centro Educacional Gilberto Viana.